# Scaphirhynchus
Scaphirhynchus é um gênero de esturjões  de água doce, que  habitam as bacias do Rio Mississipi, Rio Mobile e Rio Missouri, nos Estados Unidos da América, e que é composto de três espécies:
- Esturjão-pálido (Scaphirhynchus albus).
- Esturjão-do-alabama (Scaphirhynchus suttkusi).
- Esturjão-focinho-de-pá (Scaphirhynchus platorynchus).

Duas delas, S. albus e S. suttkusi, são consideradas espécies ameaçadas segundo o US Endangered Species Act (Lei de Espécies Ameaçadas dos Estados Unidos da América), enquanto que a terceira, S. platorynchus, apesar de ser considerada vulnerável, tem importância comercial, sendo o único esturjão cuja pesca é permitida nos Estados Unidos.